# Куцал-Мулим (бриг)
«Куцал-Мулим» или «Куцельмулин» (при постройке бриг № 2) — бриг Балтийского флота Российской империи, второй из двух бригов типа «Котка». Находился в составе флота с 1794 по 1804 год, во время службы совершал плавания в акватории Балтийского моря и использовался для несения брандвахтенной службы в Риге, а по окончании службы был разобран.

## Описание брига

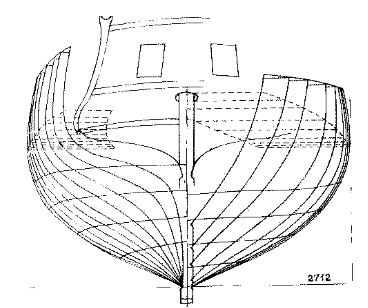
Проекция корпуса брига

Парусный бриг с деревянным корпусом, один из двух бригов типа «Котка», построенных в 1793—1794 годах в Санкт-Петербурге. Длина брига по сведениям из различных источников составляла от 22,86 до 22,9 метра, ширина — 7,9—7,92 метра, а глубина интрюма — 2,75—3 метра. Вооружение судна составляли 8 6-фунтовых пушек.
Наименование брига было связано с именами острововв финляндских шхерах, между которыми 13 (24) августа 1789 года произошло первое Роченсальмское сражение.

## История службы
Бриг был заложен на стапеле Санкт-Петербургского адмиралтейства 28 января (8 февраля) 1793 года под № 2 и, после спуска на воду 1 (12) ноября 1794 года, вошёл в состав Балтийского Флота России.
В кампанию 1795 года совершал плавания между Кронштадтом и Роченсальмом.
Впоследствии получил наименование «Куцал-Мулим». В кампанию 1796 года совершал плавания между Кронштадтом, Роченсальмом, Ревелем и Ригой.
С 1797 по 1800 год нёс брандвахтенную службу в Риге. 
По окончании службы в 1804 году бриг разобран в Санкт-Петербурге.

## Командиры брига
Командирами брига «Куцал-Мулим» в составе Российского императорского флота в разное время служили:
- лейтенант В. И. Терновский (до июня 1795 года и в 1796 году)[1][5];
- лейтенант, а с 28 ноября (9 декабря) 1799 года капитан-лейтенант М. И. Кудрявцев (1797—1800 годы)[1][8].

### Комментарии
1. ↑  Второй бриг носил наименование «Котка»[1].
2. ↑  75 футов[2].
3. ↑  25 футов 2 дюйма[2].
4. ↑  11 футов[2].